# Raymond P. Ahlquist
Raymond P. Ahlquist fue un científico estadounidense. Nació en Missoula, Montana en 1914 y murió en 1983.

## Biografía
Estudió Farmacología en la Universidad de Washington. También fue profesor y jefe del Departamento de Farmacología del Medical College de Georgia.
En 1948 publicó un artículo en el American Journal of Physiology que revolucionó la cardiología y la farmacología titulado "A study of the adrenotropic receptors”. Lo hizo con el fin de encontrar un remedio para la dismenorrea debido a la necesidad de un relajante para el músculo uterino. Tuvo dificultad para publicarlo y una vez hecho pasó inadvertido varios años.
En dicha publicación Ahlquist calificó la reacción de una serie de 6 aminas simpaticomiméticas en la vasoconstricción de la pupila, el corazón, el intestino y el útero.
Antes, en 1940, un análogo de la adrenalina, la isoprenalina, fue preparada cambiando el sustituto N-amino de un pequeño metilo a un isopropilo más grande. Los efectos de este nuevo derivado, junto con la noradrenalina análogo de la amina primaria adrenalina y algunos otros derivados fueron examinados sobre diversos tipos del tejido. Mientras que la adrenalina seguía siendo el agonista más potente para la constricción de los vasos sanguíneos, la isoprenalina se descubrió que era un agente más eficaz para la relajación del músculo liso bronquial y la contracción del corazón.
Estas diferencias incitaron a Ahlquist, en 1948, para clasificar los adrenoreceptores dos subtipos principales, α y β, siendo este su gran descubrimiento en la ayuda posterior al desarrollo de la farmacología y aparición de medicamentos para el tratamiento del asma.
De acuerdo con el trabajo de Ahlquist, la isoprenalina fue utilizada en sus orígenes como la principal terapia para el tratamiento del asma. Aunque la isoprenalina estaba libre de efectos secundarios vasculares, todavía causaba un aumento en la fuerza y el índice de contracción del corazón. Esta carencia de selectividad bien puedo haber contribuido a una subida significativa de la mortalidad del asma que ocurrió a mediados de 1960 y coincidió con la introducción de aerosoles de alta resistencia.
Sobre esa base, con la de necesidad de prevenir la ocurrencia de estos efectos cardiacos tan marcados, los trabajos posteriores de A.M. Lands y colaboradores, subclasificaron los β-receptores en β1 (en el corazón) y β2 (en las vías aéreas) lo cual dio paso con esa búsqueda de un broncodilatador más seguro al descubrimiento de un agonista selectivo β2 como el salbutamol.